# Ruta Estatal de California 43
La Ruta Estatal de California 43, y abreviada SR 43 (en inglés: California State Route 43) es una carretera estatal estadounidense ubicada en el estado de California. La carretera inicia en el Sur desde la SR 119     cerca de Taft hacia el Norte en la SR 99     en Selma. La carretera tiene una longitud de 157,7 km (98 mi).

## Mantenimiento
Al igual que las autopistas interestatales, y las rutas federales y el resto de carreteras estatales, la Ruta Estatal de California 43 es administrada y mantenida por el Departamento de Transporte de California por sus siglas en inglés Caltrans.

## Cruces
La Ruta Estatal de California 43 es atravesada principalmente por la  I 5  cerca de Taft
 SR 58  cerca de Bakersfield
 SR 46  en Wasco
 SR 198  cerca de Hanford.